# باشگاه فوتبال ال‌دی‌یو کیتو
لیگا دپورتیوا آنیورزیتاریا کیتو (به اسپانیایی: Liga Deportiva Universitaria de Quito) که اغلب با نام‌های ال‌دی‌یو کیتو و لیگا کیتو شناخته می‌شود، یک باشگاه فوتبال حرفه‌ای در کیتو، اکوادور است. این تیم در سری آ، بالاترین سطح لیگ حرفه‌ای در اکوادور بازی می‌کند.